# Цилсхаузен
Цилсхаузен (њем. Zilshausen) општина је у њемачкој савезној држави Рајна-Палатинат. Једно је од 92 општинска средишта округа Кохем-Цел. Према процјени из 2010. у општини је живјело 311 становника. Посједује регионалну шифру (AGS) 7135094.

## Географски и демографски подаци
Цилсхаузен се налази у савезној држави Рајна-Палатинат у округу Кохем-Цел. Општина се налази на надморској висини од 360 метара. Површина општине износи 6,6 km². У самом мјесту је, према процјени из 2010. године, живјело 311 становника. Просјечна густина становништва износи 47 становника/km².

## Међународна сарадња
| Мјесто | Држава    | Врста сарадње | Од    |
| ------ | --------- | ------------- | ----- |
|        | Француска | партнерство   | 1994. |
|        | Француска | партнерство   | 1994. |
| Извор  |           |               |       |